# Zoltán Bagó
Zoltán Bagó (* 10. Januar 1975 in Kalocsa) ist ein ungarischer Politiker der Fidesz – Ungarischer Bürgerbund.

## Leben
Bagó studierte Rechtswissenschaften an der Universität der Wissenschaften Szeged. Bagó ist seit 2010 als Nachfolger für Enikő Győri Abgeordneter im Europäischen Parlament.

## MEP Abgeordneter des Europäischen Parlaments
Zoltan Bagó ist Mitglied im Ausschuss für Kultur und Bildung sowie in der Delegation für die Beziehungen zu Japan. Stellvertreter ist er im Petitionsausschuss und in der Delegation im Gemischten Parlamentarischen Ausschuss EU-Kroatien.